# Valignanus compositus
Valignanus compositus är en insektsart som först beskrevs av Navás 1912.  Valignanus compositus ingår i släktet Valignanus och familjen myrlejonsländor. Inga underarter finns listade i Catalogue of Life.